# Чеслі
Чеслі (перс. چسلي) — село в Ірані, у дегестані Масаль, в Центральному бахші, шагрестані Масал остану Ґілян. За даними перепису 2006 року, його населення становило 469 осіб, що проживали у складі 108 сімей.

## Клімат
Середня річна температура становить 13,28°C, середня максимальна – 27,67°C, а середня мінімальна – -1,30°C. Середня річна кількість опадів – 556 мм.
| Клімат поселення                              | Клімат поселення | Клімат поселення | Клімат поселення | Клімат поселення | Клімат поселення | Клімат поселення | Клімат поселення | Клімат поселення | Клімат поселення | Клімат поселення | Клімат поселення | Клімат поселення | Клімат поселення |
| Показник                                      | Січ.             | Лют.             | Бер.             | Квіт.            | Трав.            | Черв.            | Лип.             | Серп.            | Вер.             | Жовт.            | Лист.            | Груд.            |                  |
| Середній максимум, °C                         | 11,63            | 10,37            | 11,71            | 15,89            | 20,83            | 26,04            | 27,67            | 27,45            | 22,82            | 19,76            | 14,80            | 11,43            |                  |
| Середня температура, °C                       | 5,80             | 4,54             | 5,87             | 10,04            | 15,00            | 20,19            | 23,33            | 23,10            | 18,50            | 15,42            | 10,47            | 7,08             |                  |
| Середній мінімум, °C                          | −0,04            | −1,3             | 0,03             | 4,22             | 9,16             | 14,35            | 18,98            | 18,77            | 14,15            | 11,08            | 6,13             | 2,75             |                  |
| Норма опадів, мм                              | 49               | 43               | 62               | 62               | 38               | 21               | 11               | 20               | 45               | 68               | 56               | 81               |                  |
| Середньомісячна швидкість вітру, м/с          | 2.15             | 2.38             | 2.42             | 2.45             | 2.20             | 2.16             | 2.48             | 2.24             | 1.91             | 2.00             | 1.94             | 1.97             |                  |
| Середньомісячна сонячна радіація, кДж/м²·день | 7111             | 9406             | 11526            | 15968            | 19855            | 22446            | 23222            | 19828            | 16345            | 11370            | 8748             | 6809             |                  |
| --------------------------------------------- | ---------------- | ---------------- | ---------------- | ---------------- | ---------------- | ---------------- | ---------------- | ---------------- | ---------------- | ---------------- | ---------------- | ---------------- | ---------------- |
| Джерело:                                      |                  |                  |                  |                  |                  |                  |                  |                  |                  |                  |                  |                  |                  |